# Pont Saint-Hubert
Die Pont Saint-Hubert ist eine Straßenbrücke in der Bretagne, die die Route départementale D366 über die Rance führt und den Ort Le Port Saint Hubert in der Gemeinde Plouër-sur-Rance im Département Côtes-d’Armor am linken Ufer mit dem Ort Le Port Saint-Jean in der Gemeinde La Ville-ès-Nonais im Département Ille-et-Vilaine verbindet.
Die Hängebrücke hat zwei Fahrspuren und beidseitige Gehwege. Die Brücke ist insgesamt 286 m lang, ihre Spannweite beträgt 173 m. Die Pylone sind aus Stahlbeton. Der Fahrbahnträger der Hauptöffnung besteht aus stählernen Längs- und Querträgern, die durch Fachwerkträger außerhalb der Geländer versteift sind.

## Geschichte

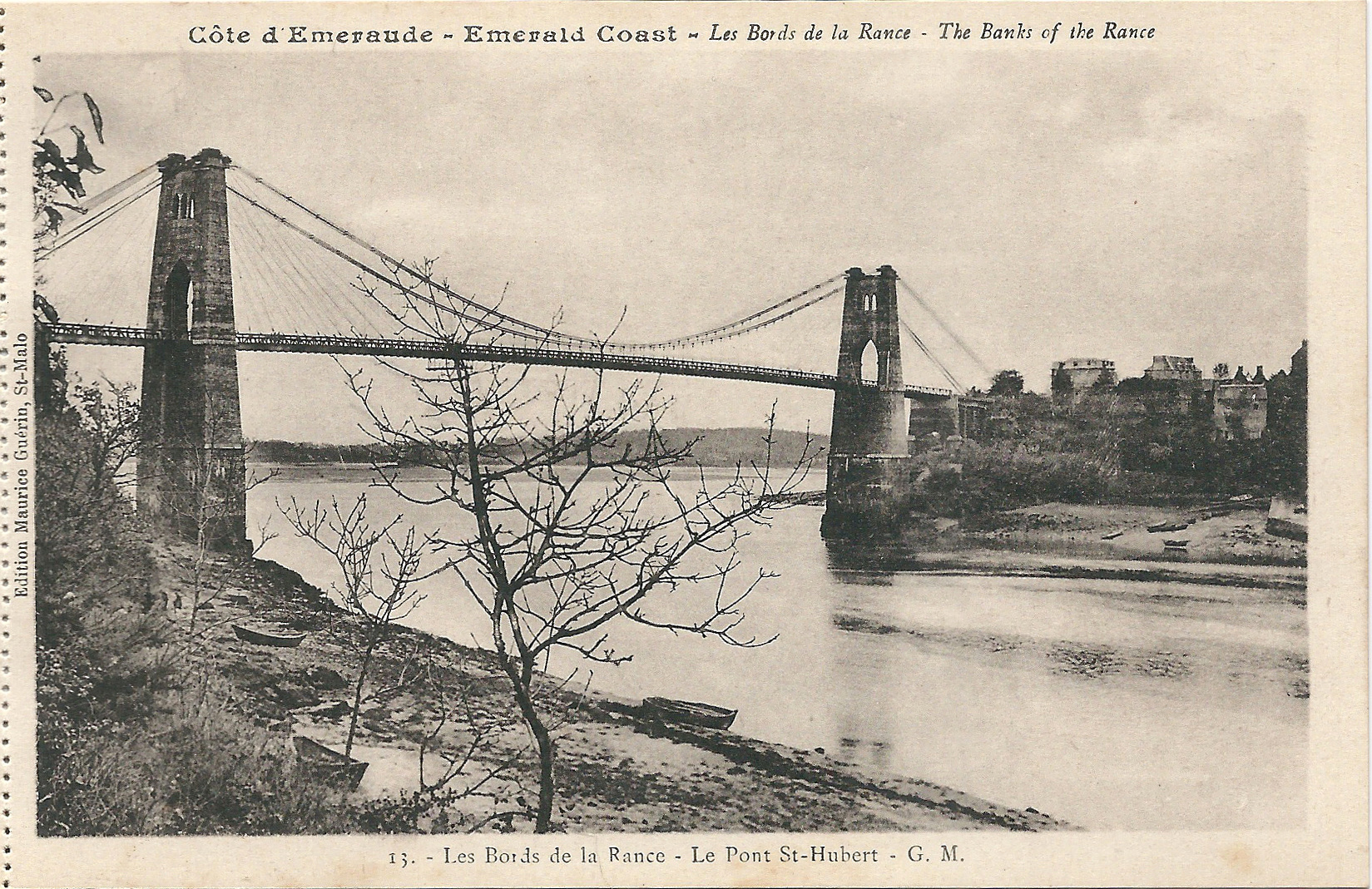
Ansichtskarte der Vorgängerbrücke

Die erste Brücke wurde seit 1901 geplant. Die Abstimmung zwischen den beiden Départements war schwierig, so dass der Bau erst 1925 begonnen werden konnte. Die Brücke hatte eine Länge von 260 m und eine Spannweite von 170 m. Wie bei den von Ferdinand Arnodin konstruierten oder beeinflussten  Hängebrücken üblich, hatte sie eine Mischung aus Schrägseilen in den ersten Dritteln der Hauptöffnung und Tragseilen, die nur im mittleren Drittel durch Hänger mit dem Fahrbahnträger verbunden waren. Die Brücke wurde 1928 fertiggestellt. Ihre Benutzung war bis 1933 mautpflichtig.
Im Zweiten Weltkrieg wurde sie 1944 durch alliierte Luftangriffe zerstört.
Die heutige Brücke wurde in den Jahren 1957 bis 1959 erbaut. Als die Zufahrt durch die engen Straßen dem Verkehr nicht mehr gewachsen war, baute man die nördlich an den beiden Orten vorbeigehende Route Nationale RN 176, die die Rance mit der 1991 eröffneten Pont Chateaubriand überbrückt.